# Кутозуб гірканський
Кутозуб гірканський (Paradactylodon persicus) — вид земноводних з роду Передкутозуб родини Кутозубі тритони.

## Опис
Загальна довжина досягає 26,8 см. Голова велика, морда округла. Сошникові зуби розташовані у 2 дугоподібних рядки. Тулуб масивний, широкий. Має 14—15 костальних борозен. Лапи добре розвинені, з 4 розчепіреними пальцями. Хвіст сплощений з боків, з круглим конічним кінцем.
Забарвлення спини коричнювате з темно-коричневими плямами. Черево суто коричневе. Кігті чорно-коричневого кольору.

## Спосіб життя
Полюбляє букові, кленові ліси, вологі схилах, холодні гірські потоки, позбавлених хижих риб, потоки, що затінені густою прибережною рослинністю, головним чином кущами вільхи, завдяки чому вода не прогрівається вище 13-15°С. Зустрічається на висоті 800–1200 м над рівнем моря. Веде переважно водний спосіб життя. Живиться різними комахами та членистоногими.
Самиця відкладає у воду до 40 яєць, прикріплюючи їх до рослин або каміння. Метаморфоза триває близько 3 місяців.

## Розповсюдження
Поширений в іранських провінціях Ардабіл, Гілян, Гулістан і Мазендеран.